# Валио Терме
Валио Терме (итал. Vallio Terme) је насеље у Италији у округу Бреша, региону Ломбардија.
Према процени из 2011. у насељу је живело 1148 становника. Насеље се налази на надморској висини од 285 м.

## Становништво
| 1951. | 1961. | 1971. | 1981. | 1991. | 2001. | 2011. |
| ----- | ----- | ----- | ----- | ----- | ----- | ----- |
| 891   | 880   | 846   | 943   | 988   | 1.148 | 1.372 |